# J300 Charleroi-Marcinelle
Das J1 Charleroi-Marcinelle (offiziell Astrid Bowl, Belgian International Junior Championships) ist ein World-Junior-Tennisturnier, das seit 1965 jährlich Ende Mai auf den Sandplätzen des Royal Astrid Tennis Clubs in dem 1977 in die belgische Stadt Charleroi eingegliederten Stadtteil Marcinelle von der International Tennis Federation abgehalten wird. Es gehört der zweithöchsten Turnierkategorie G1 an und ist das älteste und bedeutendste Nachwuchstennisturnier des Landes.

## Siegerliste
Da der Wettbewerb unmittelbar vor Beginn der Juniorenkonkurrenzen der French Open stattfindet, lassen die meisten Titelanwärter den Wettbewerb aus, um sich auf das anstehende Grand-Slam-Turnier zu konzentrieren. Dennoch haben seit 1993 mit Gustavo Kuerten, Ashleigh Barty und Jeļena Ostapenko drei spätere French-Open-Champions im Einzel während ihrer Juniorenlaufbahn in Charleroi triumphiert.

### Einzel
| Jahr                                                                | Herren                           | Damen                            |                                  |
| ------------------------------------------------------------------- | -------------------------------- | -------------------------------- | -------------------------------- |
| ↓ Astrid Bowl Belgian International Championships – Kategorie: G1 ↓ |                                  |                                  |                                  |
| 1993                                                                | Gustavo Kuerten                  | Janet Lee                        |                                  |
| 1994                                                                | Federico Browne                  | Stephanie Halsell                |                                  |
| 1995                                                                | Mariano Zabaleta                 | Wolha Barabanschtschykawa        |                                  |
| 1996                                                                | Jaymon Crabb                     | Cara Black                       |                                  |
| 1997                                                                | Nicolás Massú                    | Cara Black                       |                                  |
| 1998                                                                | Irakli Labadse                   | Jelena Dokić                     |                                  |
| 1999                                                                | José de Armas                    | Michelle Gerards                 |                                  |
| 2000                                                                | Stefan Wauters                   | Edina Gallovits                  |                                  |
| 2001                                                                | Brian Dabul                      | Ashley Harkleroad                |                                  |
| 2002                                                                | Luis-Manuel Flores               | Anna-Lena Grönefeld              |                                  |
| 2003                                                                | Brian Baker                      | Marta Domachowska                |                                  |
| 2004                                                                | Scoville Jenkins                 | Wolha Hawarzowa                  |                                  |
| 2005                                                                | Niels Desein                     | Raluca Olaru                     |                                  |
| 2006                                                                | Daniel Dutra da Silva            | Ksenija Mileuskaja               |                                  |
| 2007                                                                | Germain Gigounon                 | Madison Brengle                  |                                  |
| 2008                                                                | Filip Krajinović                 | Aleksandra Grela                 |                                  |
| 2009                                                                | Agustín Velotti                  | Richel Hogenkamp                 |                                  |
| 2010                                                                | Jason Kubler                     | Irina Chromatschowa              |                                  |
| 2011                                                                | Thiago Monteiro                  | Ashleigh Barty                   |                                  |
| 2012                                                                | Julien Cagnina                   | Jeļena Ostapenko                 |                                  |
| 2013                                                                | Pedro Cachín                     | Anhelina Kalinina                |                                  |
| 2014                                                                | Petros Chrysochos                | Iryna Schymanowitsch             |                                  |
| 2015                                                                | Mikael Ymer                      | Katharina Hobgarski              |                                  |
| 2016                                                                | Benjamin Sigouin                 | Amina Anschba                    |                                  |
| 2017                                                                | Yūta Shimizu                     | Anschelika Isajewa               |                                  |
| 2018                                                                | Damien Wagner                    | Alexa Noel                       |                                  |
| 2019                                                                | Leandro Riedi                    | Leylah Annie Fernandez           |                                  |
| 2020                                                                | Wegen COVID-19-Pandemie abgesagt | Wegen COVID-19-Pandemie abgesagt | Wegen COVID-19-Pandemie abgesagt |

### Doppel
| Jahr                                                                | Herren                                   | Damen                                      |                                  |
| ------------------------------------------------------------------- | ---------------------------------------- | ------------------------------------------ | -------------------------------- |
| ↓ Astrid Bowl Belgian International Championships – Kategorie: G1 ↓ |                                          |                                            |                                  |
| 1993                                                                | Steven Downs James Greenhalgh            | Karin Miller Cristina Moros                |                                  |
| 1994                                                                | Gustavo Cavallaro Alejandro Hernández    | Esme de Villiers Lizzy Jelfs               |                                  |
| 1995                                                                | Alejandro Hernández Mariano Puerta       | Cara Black Aleksandra Olsza                |                                  |
| 1996                                                                | Alex Kim Rodolfo Rake                    | Amy Jensen Anita Kurimay                   |                                  |
| 1997                                                                | Alejandro Dulko Alexandre Simoni         | Milagros Sequera Carla Tiene               |                                  |
| 1998                                                                | Vasilis Mazarakis Ricardo Mello          | Eleni Daniilidou Erica Krauth              |                                  |
| 1999                                                                | Todor Enew Jarkko Nieminen               | Anikó Kapros Aniela Mojzis                 |                                  |
| 2000                                                                | Dominique Coene Stefan Wauters           | Elke Clijsters Christina Wheeler           |                                  |
| 2001                                                                | Bruno Echagaray Santiago González        | Christina Horiatopoulos Bethanie Mattek    |                                  |
| 2002                                                                | Brian Baker Brendan Evans                | Dia Ewtimowa Wiktorija Kutusowa            |                                  |
| 2003                                                                | Brian Baker Philip Simmonds              | Emma Laine Nadja Pavić                     |                                  |
| 2004                                                                | Karan Rastogi Yi Chu-huan                | Stéphanie Dubois Yasmin Schnack            |                                  |
| 2005                                                                | Carsten Ball Piero Luisi                 | Alissa Kleibanowa Jewgenija Rodina         |                                  |
| 2006                                                                | Jaak Poldma Iwan Serhejew                | Chrystyna Antonijtschuk Alexandra Dulgheru |                                  |
| 2007                                                                | Ričardas Berankis Christopher Rungkat    | Julia Glushko Dominice Ripoll              |                                  |
| 2008                                                                | Henri Kontinen Christopher Rungkat       | Ljudmyla Kitschenok Nadija Kitschenok      |                                  |
| 2009                                                                | Francis Alcantara Hsieh Cheng-peng       | Quirine Lemoine Bernice van de Velde       |                                  |
| 2010                                                                | Tobias Blomgren Joris De Loore           | Verónica Cepede Royg Cristina Dinu         |                                  |
| 2011                                                                | Thiago Monteiro Bruno Sant’Anna          | Ashleigh Barty Sabina Sharipova            |                                  |
| 2012                                                                | Harry Bourchier Cameron Norrie           | Françoise Abanda Sachia Vickery            |                                  |
| 2013                                                                | Pedro Cachín Guillermo Núñez             | Alejandra Cisneros Victoria Rodríguez      |                                  |
| 2014                                                                | Orlando Luz João Menezes                 | Sun Ziyue You Xiaodi                       |                                  |
| 2015                                                                | Felipe Cunha e Silva Alejandro Tabilo    | Haruna Arakawa Ayumi Miyamoto              |                                  |
| 2016                                                                | Alexis Galarneau Jack Mingjie Lin        | Cho I-hsuan Yūki Naitō                     |                                  |
| 2017                                                                | Ajeet Rai Alexandre Rotsaert             | Shaline-Doreen Pipa Lara Salden            |                                  |
| 2018                                                                | Pawel Schumeiko Henri Squire             | Alexa Noel Naho Satō                       |                                  |
| 2019                                                                | Pierre-Yves Bailly Alexander Hoogmartens | Weronika Pepeljajewa Awelina Sayfetdinowa  |                                  |
| 2020                                                                | Wegen COVID-19-Pandemie abgesagt         | Wegen COVID-19-Pandemie abgesagt           | Wegen COVID-19-Pandemie abgesagt |